# 朔良镇
朔良镇，是中华人民共和国广西壮族自治区百色市田东县下辖的一个乡镇级行政单位。

## 行政区划
朔良镇下辖以下地区：
朔良村、巴鲁村、那腾村、那娄村、那加村、周洪村、六羊村、定坛村、灵龙村、义合村、南立村、元色村、杏花村、百敏村、宝达村和群敏村。